# 自然長

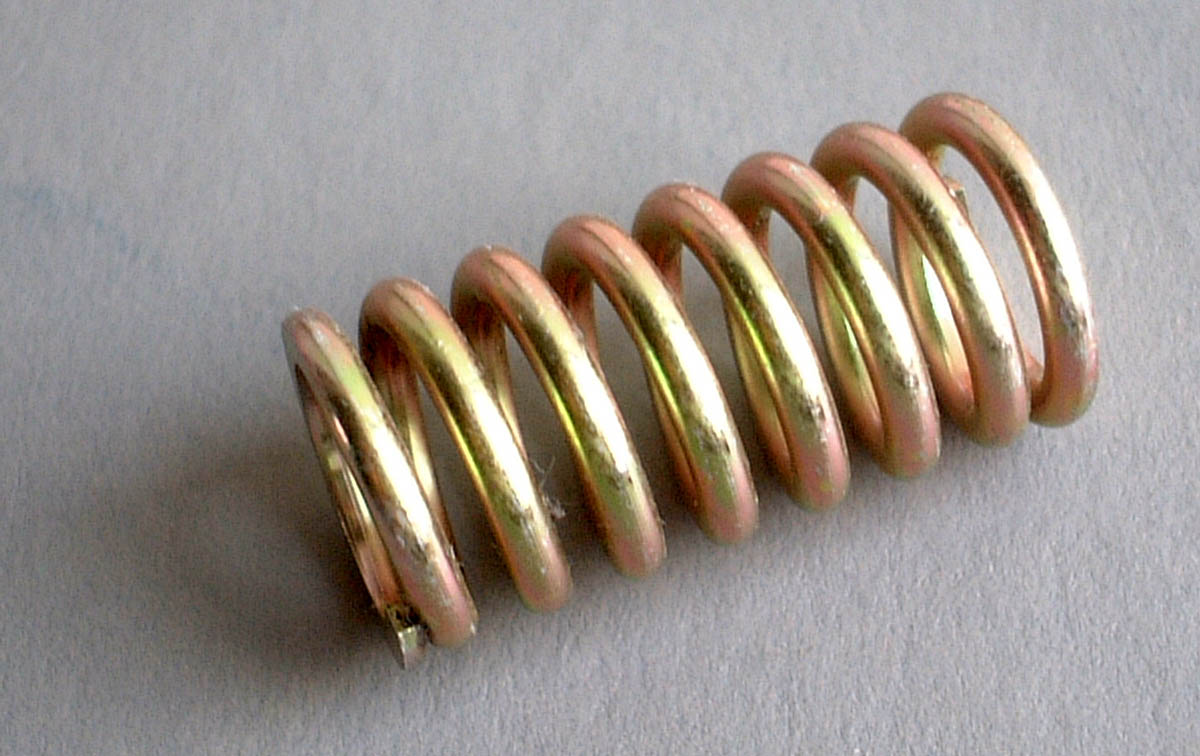
ばね

自然長（しぜんちょう、英語：equilibrium length）は、ばねやゴムに何も手を加えない（伸縮させないとき）の長さ。自然な状態での長さのことである。